# Kill the Umpire
Kill the Umpire è un film del 1950 diretto da Lloyd Bacon.
È una commedia statunitense sul baseball con William Bendix, Una Merkel e Ray Collins.

## Produzione
Il film, diretto da Lloyd Bacon su una sceneggiatura e un soggetto di Frank Tashlin, fu prodotto da John Beck per la Columbia Pictures Corporation e girato, tra le varie location, anche nel Wrigley Field, Los Angeles, California.

## Distribuzione
Il film fu distribuito negli Stati Uniti dal 27 aprile 1950 al cinema dalla Columbia Pictures Corporation. È stato distribuito anche in Giappone dal 15 giugno 1951.

## Promozione
La tagline è: "what a guy! what a lug! what a hero! what a bum!".